# 카야족

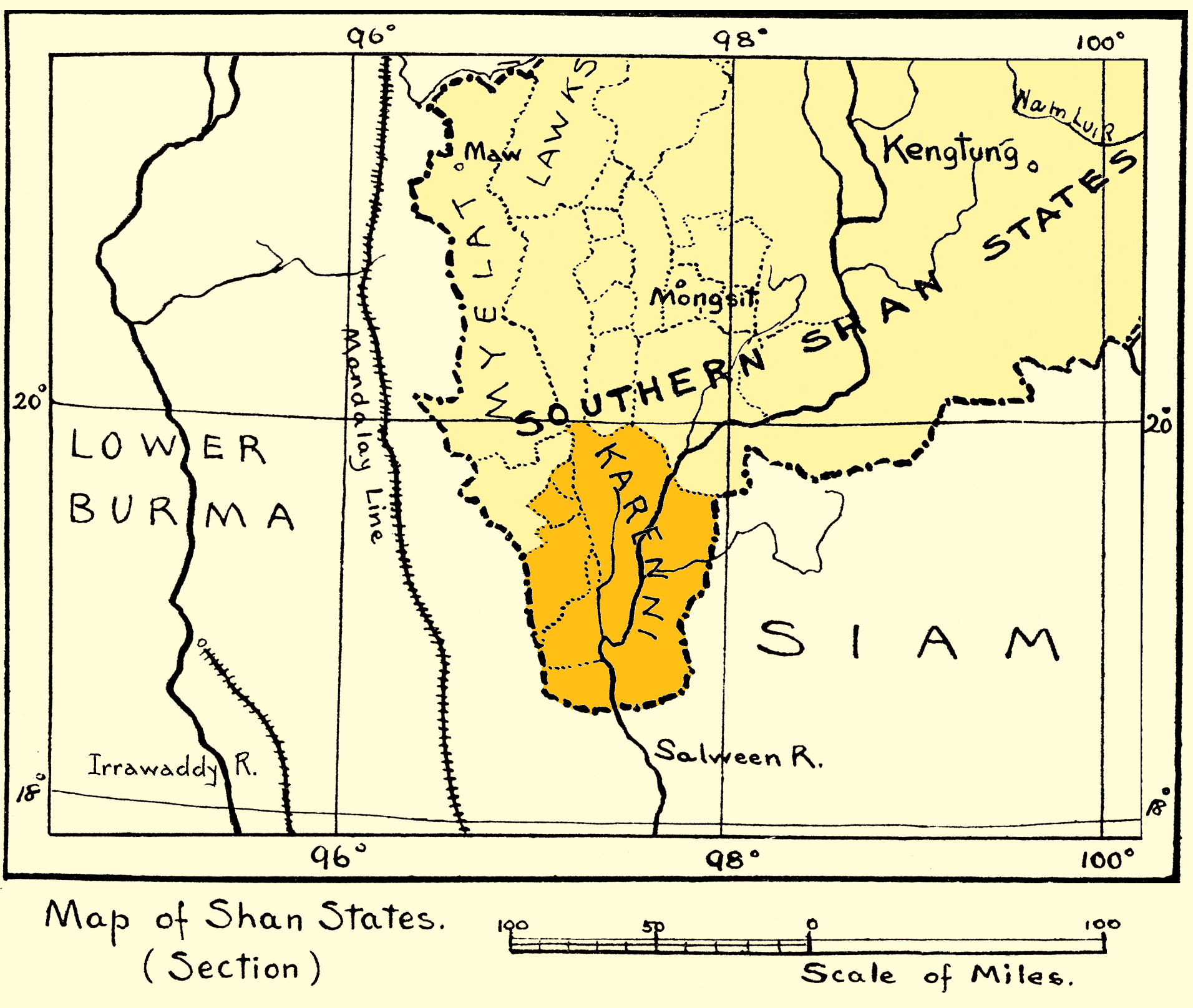
영국 식민시대 카렌니족의 영토

카야족(Kayah, 버마어: ကယားလူမျိုး)은 카렌족의 하위 분파로, "붉은 카렌족"이라는 뜻의 카렌니족(Karenni, 버마어: ကရင်နီ)으로도 불린다. 미얀마 꺼야주에 주로 거주한다. 카야족에 속하는 부족집단으로 게코족, 게바족, 라위족, 붸족, 마누마나우족, 인 탈라이족, 파오족 등이 있으며, 특히 그 중 게코족, 게바족, 파다웅족 등을 통틀어 카얀족이라고 부르기도 한다.

## 같이 보기
- 카렌족
- 카얀족
- 미얀마의 민족